# Leo Wilden
Leo Wilden (3. července 1936, Düren – 5. května 2022, Kolín nad Rýnem) byl německý fotbalista, obránce.

## Fotbalová kariéra
V Bundeslize hrál za 1. FC Köln, se kterým získal v roce 1964 mistrovský titul. Nastoupil ve 182 ligových utkáních a dal 2 góly. Ve 2. bundeslize hrál za Bayer 04 Leverkusen. V Poháru mistrů evropských zemí nastoupil v 5 utkáních a ve Veletržním poháru nastoupil ve 12 utkáních. Za německou reprezentaci nastoupil v letech 1960-1964 v 15 utkáních. Byl členem německé reprezentace na Mistrovství světa ve fotbale 1962, ale v utkání nenastoupil.

## Ligová bilance
| Ročník                                  | Zápasy | Góly | Klub                |
| --------------------------------------- | ------ | ---- | ------------------- |
| Německá fotbalová Bundesliga 1958/59    | 7      | 0    | 1. FC Köln          |
| Německá fotbalová Bundesliga 1959/60    | 30     | 0    | 1. FC Köln          |
| Německá fotbalová Bundesliga 1960/61    | 27     | 0    | 1. FC Köln          |
| Německá fotbalová Bundesliga 1961/62    | 26     | 1    | 1. FC Köln          |
| Německá fotbalová Bundesliga 1962/63    | 29     | 0    | 1. FC Köln          |
| Německá fotbalová Bundesliga 1963/64    | 29     | 1    | 1. FC Köln          |
| Německá fotbalová Bundesliga 1964/65    | 22     | 0    | 1. FC Köln          |
| Německá fotbalová Bundesliga 1965/66    | 12     | 0    | 1. FC Köln          |
| 2. německá fotbalová Bundesliga 1966/67 | 32     | 0    | Bayer 04 Leverkusen |
| 2. německá fotbalová Bundesliga 1967/68 | 34     | 1    | Bayer 04 Leverkusen |
| 2. německá fotbalová Bundesliga 1968/69 | 29     | 2    | Bayer 04 Leverkusen |
| CELKEM Bundesliga                       | 182    | 2    |                     |